# Richard Gasquet
Richard Gasquet (Béziers, 18 de junio de 1986) es un exjugador de tenis profesional francés. Reside en Neuchâtel, Suiza.
Su puesto más alto en la ATP ha sido el número 7 del mundo, fue logrado el 9 de julio de 2007, después de alcanzar las semifinales en Wimbledon 2007. Cuenta con 16 títulos ATP 250 y 3 finales en torneos Masters 1000.
En abril de 2018 alcanzó las 500 victorias oficiales como profesional, transformándose en el primer francés en lograrlo y el único que se encuentra entre los 50 tenistas con más victorias de la historia de la ATP.
En 2024, se convirtió en el tercer campeón más veterano de la historia de los Challenger tras ganar el Challenger de Cassis con 38 años y dos meses. El segundo fue Fernando Verdasco con 38 años, tres meses y el más veterano en ganar fue Ivo Karlović con 39 años, siete meses.
Es campeón de Roland Garros 2004 en dobles mixtos.

## Carrera ATP

### 2002
El jugador más joven (16 años) en finalizar el año en el Top 200. Logró dos títulos Futures y uno de Challenger en Montauban (venciendo al español Óscar Serrano).
En abril hizo su debut ATP en el Masters de Montecarlo donde recibió una invitación para la clasificación y fue el tenista más joven en clasificar a un torneo ATP Masters Series, venciendo a Nikolái Davydenko y Adrian Voinea. Con 15 años y 10 meses luego venció a Franco Squillari en primera ronda para ser el tenista más joven en ganar un partido en un cuadro final ATP desde Tommy Haas en Rye Brook en 1988... Perdió en segunda ronda ante el ruso Marat Safin.
Hizo su debut de Grand Slam en Roland Garros con 15 años, 11 meses, nueve días (el segundo más joven en la historia en competir en el cuadro final) en París (desde Francois Errard, clasificado en 1983, siendo tres meses más joven). Llevó a cuatro sets al eventual campeón Albert Costa en primera ronda, perdiendo con dignidad. Llegó a París con 10 victorias seguidas en Futures, logrando títulos en Gran Bretaña (como clasificado) y Alemania. También fue finalista en el Challenger de Tampere (perdiendo ante el finlandés Jarkko Nieminen).

### 2003
Terminó como el tenista más joven en el Top 100. Copiló notables resultados en Challengers con marca de 34-13 y cuatro títulos; en Sarajevo (venciendo a Magnus Norman), el Challenger de Nápoles (venciendo a Gilles Muller), el Challenger de Reggio Emilia (venciendo al local Potito Starace) y el Challenger de Grenoble (venciendo a Harel Levy).
Ingresó por primera vez en el Top 100 tras ganar en Grenoble. Ganó partidos ATP en el Torneo de Adelaida (venciendo a Arnaud Di Pasquale) y en el Torneo de Marsella (venciendo a Feliciano López).

### 2004
Llegó a su primera final ATP en el Torneo de Metz. Venció a Dennis van Scheppingen, Anthony Dupuis, Gael Monfils y Jeff Morrison para llegar a la final antes de caer ante Jerome Haehnel.
Además llegó a semifinales en el Torneo de Buenos Aires (venciendo a Guillermo Coria).
En dobles logró el título de dobles mixtos en Roland Garros (junto con Tatiana Golovin).

### 2005
Terminó n.º 1 de su país destacando el primer título de su carrera y finalizó Top 20 a pesar de una enfermedad y una lesión durante el año.
Junto al n.º 2, el español Rafael Nadal fueron los únicos adolescentes en terminar Top 20. No perdió en primera ronda en los 11 torneos que jugó. Se perdió las primeras siete semanas del año con varicela antes de debutar en un Challenger a finales de febrero.
Ganó títulos seguidos en los Challengers de Barletta (ganando a Alessio di Mauro) y de nuevo el Challenger de Nápoles (venciendo a Potito Starace). En abril jugó su primer torneo ATP en el Masters de Montecarlo, venciendo a Nikolai Davydenko y al n.º 1 Roger Federer (en cuartos de final), salvando tres puntos de partido antes de caer en tres sets ante el eventual campeón Rafael Nadal en semifinales. Fue uno de los cuatro jugadores (junto con Marat Safin, Rafael Nadal y David Nalbandian) en vencer a Federer durante el año y luego saltó desde el n.º 101 al 61.
En el siguiente mes, en el Masters de Hamburgo, se clasificó y llegó sorprendiendo a propios y extraños a la final (perdiéndola ante Roger Federer). Sus mejores resultados en césped fueron cuartos de final en el Torneo de Queen's Club (perdiendo ante Radek Štěpánek), consiguió su primer título en el Torneo de Nottingham (venciendo a Max Mirnyi) y llegó a cuarta ronda en Wimbledon (perdiendo ante David Nalbandian).
Hizo su debut en Copa Davis en cuartos de final ante Rusia (derrota 3-2) y venció a Igor Andreev en el punto inicial antes de caer ante Nikolai Davydenko en el cuarto punto.
Llegó a la cuarta ronda en el US Open con victorias en cinco sets sobre Alberto Martín (primera ronda) e Ivan Ljubicic (tercera ronda) antes de caer también en cinco ante Robby Ginepri. Su última presentación fue en el Torneo de Metz en octubre y llegó a cuartos de final.
No se presentó a sus últimos cuatro eventos por una lesión en el hombro derecho. Compiló marcas de 13-5 en arcilla, 11-2 en césped y 7-4 en asfalto.

### 2006
Terminó n.º 1 de su país y Top 20 por segundo año seguido, tras ganar tres títulos ATP en las cuatro finales que disputó.
Sus tres coronas fueron la mayor cantidad para un francés desde las seis de Guy Forget en 1991. Remontó un mal registro de 7-13 hasta mediados de junio para finalizar 27-8 el resto del año. Llegó a finales en las cuatro superficies.
En una racha de tres semanas defendió el título en césped en el Torneo de Nottingham (venciendo a Jonas Bjorkman), cayó posteriormente ante el campeón Roger Federer en su debut en Wimbledon y se llevó su primera copa en arcilla en el Torneo de Gstaad (venciendo a Feliciano López).
En agosto llegó a su segunda final en un Masters 1000, cayendo ante Federer en el Masters de Toronto. Venció a Fabrice Santoro, al n.º 6 James Blake, a Fernando Verdasco, a Tomáš Berdych, y a Andy Murray en el camino a la final... Llegó a cuarta ronda en el Masters de Indian Wells (perdiendo de nuevo ante Roger Federer).
En primera ronda de Copa Davis ante Alemania, venció en cinco sets a Tommy Haas para liderar la victoria de su país por 3-2. En cuartos (ante Rusia) perdió en cinco sets ante Marat Safin y Dmitry Tursunov. En esa serie sufrió una lesión abdominal y estuvo fuera de competición un mes.
Logró el título en el Torneo de Lyon (venciendo a su compatriota Marc Gicquel)... Terminó con marcas de 14-12 en asfalto, 6-3 en carpeta, 7-4 en arcilla y 6-2 en césped. Terminó 1-7 contra rivales Top 10, venciendo al n.º 6, el estadounidense James Blake en segunda ronda del Masters de Toronto.

### 2007
El principal francés terminó Top 10 por primera vez en su carrera, ganó su mayor cantidad de partidos con 49 y su quinto título ATP mientras que llegó a otras dos finales.
También llegó a sus primeras semifinales de Grand Slam en Wimbledon. Logró el último puesto para la Tennis Masters Cup, saltando desde el 13 al n.º 8 en la última semana del año tras llegar a las semifinales en el Masters de París. Quedó 1-2 en el round-robin y fue el primer francés en clasificar para la Tennis Masters Cup desde Sébastien Grosjean quien lo hizo en 2001. Grosjean también fue el último francés en terminar un año Top 10 en 2003.
Comenzó los primeros tres meses con récord de 15-6 donde hizo cuartos de final en el Torneo de Adelaida (perdiendo ante Chris Guccione) y en el Torneo de Marsella (perdiendo ante Robin Söderling), semifinales en Sídney (perdiendo ante Carlos Moya) y cuarta ronda en el Abierto de Australia (perdiendo ante Tommy Robredo).
En arcilla llegó a cuartos de final en el Masters de Montecarlo y llegó a la final en el Torneo de Estoril (perdiendo ante el serbio Novak Djokovic).
En césped hizo cuartos de final en el Torneo de Nottingham, donde no pudo defender su título de los dos años anteriores (perdiendo ante Arnaud Clément) y luego hizo semifinales en Wimbledon, viniendo de una desventaja de dos sets a cero para vencer a Andy Roddick 8-6 en el quinto set en cuartos de final, perdiendo ante Roger Federer en dichas semifinales.
Sus mejores resultados llegaron tras caer en segunda ronda del Abierto de Estados Unidos (retirándose de su partido ante Donald Young por una enfermedad) tras ganar 14 de 20 partidos. Logró su primer título en Asia en el Torneo de Mumbai (venciendo a Olivier Rochus), perdiendo solo 20 juegos en cinco partidos, con lo que completó títulos en todas las superficies (carpeta, arcilla, césped y asfalto).
En la semana siguiente llegó a la final en el Torneo de Tokio (venciendo al n.º 10 Tomáš Berdych en semis, perdiendo en la final ante Tomáš BerdychDavid Ferrer). Luego de dos derrotas seguidas en segunda ronda del Masters de Madrid (perdiendo ante Paul-Henri Mathieu) y en Lyon (perdiendo ante Jo-Wilfried Tsonga), avanzó a semifinales en el Masters de París con triunfos sobre Tsonga, el n.º 7 James Blake y Andy Murray (perdiendo ante David Nalbandian).
Quedó 5-7 contra rivales Top 10 y copiló marcas de 29-13 en asfalto, 12-7 en arcilla y 7-3 en césped. En dobles llegó a la final del Masters de Montecarlo (haciendo pareja con Julien Benneteau). Sobrepasó el $1 millón durante la temporada por primera vez en su carrera.

### 2008
El francés terminó Top 25 por cuarto año seguido (aunque bajó más de 10 puestos en el ranking).

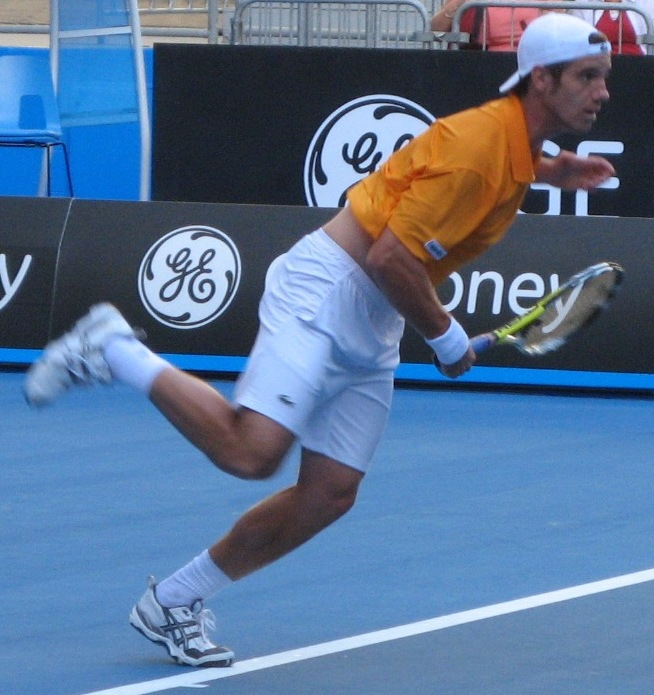
Richard Gasquet en la primera ronda del Abierto de Australia 2008

No ganó ningún título ATP por primera vez desde 2004 pero llegó a una final ATP y al menos a cuartos de final en cinco otros torneos.
En los primeros cinco meses copiló un récord de 10-10 con cuarta ronda en el Abierto de Australia (perdiendo ante Jo-Wilfried Tsonga) y en el Masters de Indian Wells (perdiendo ante James Blake). Se retiró de Roland Garros por una lesión en la rodilla izquierda.
Regresó tras un mes al césped e hizo cuartos en el Torneo de Queen's Club (perdiendo ante David Nalbandian), segunda ronda en el Torneo de 's-Hertogenbosch (perdiendo ante Marc Gicquel) y cuarta ronda en Wimbledon (perdiendo ante Andy Murray en cinco sets). Luego llegó a su única final en arcilla en el Torneo de Stuttgart (perdiendo ante Juan Martín del Potro).
En su siguiente torneo llegó a cuartos de final en el Masters de Toronto (perdiendo ante Rafael Nadal en tres sets). Perdió en primera ronda en el US Open (perdiendo ante Tommy Haas). En sus últimos cinco torneos quedó con marca de 9-5 con semifinales en el Torneo de Bucarest (perdiendo ante Carlos Moyá) y en el Torneo de Tokio (perdiendo ante Juan Martín del Potro) y cuartos en el Torneo de Pekín (perdiendo ante Rainer Schuettler).
Quedó 1-5 contra rivales Top 10 siendo su única victoria sobre el n.º 5, el español David Ferrer en tercera ronda del Masters de Toronto. Copiló registros de 18-13 en asfalto, 7-5 en arcilla y 6-3 en césped.

### 2009
El francés terminó fuera del Top 50 por primera vez en cinco años, siendo una de sus peores campañas como profesional, además de que salieron a la luz unos resultados de posible positivo por cocaína.
Sus mejores resultados ATP fueron cuatro semifinales, incluyendo tres en sus primeros cinco torneos. Abrió la temporada con semifinales consecutivas en el Torneo de Brisbane (perdiendo ante Radek Štěpánek) y en el Torneo de Sídney (perdiendo ante David Nalbandian). En febrero llegó a esa misma ronda en el Torneo de Dubái (perdiendo ante David Ferrer).
No jugó entre mayo y julio por una suspensión por dopaje (perdiéndose toda la temporada de tierra batida y de césped).
En septiembre llegó las semifinales en el Torneo de Metz, donde perdió con su compatriota y posterior campeón Gael Monfils. Luego cerró el año con cuartos de final en el Torneo de Kuala Lumpur (perdiendo ante Fernando Verdasco) y en el Torneo de Basilea (perdiendo ante Marco Chiudinelli).
Terminó con registros de 19-13 en asfalto y 3-2 en arcilla.

### 2010
El francés terminó Top 30 por quinta vez en seis años, recuperando su mejor nivel de tenis, tras una mala campaña anterior. Hizo al menos cuartos de final ocho veces.
Ganó el sexto título de su carrera en el Torneo de Niza (venciendo al español Fernando Verdasco). Fue finalista en el Torneo de Sídney (perdiendo ante Marcos Baghdatis) y en el Torneo de Gstaad (perdiendo ante Nicolás Almagro). Perdió ventaja de dos sets a cero en primera ronda del Abierto de Australia (perdiendo ante Mijaíl Yuzhny) y en Roland Garros (perdiendo ante el escocés Andy Murray).
Quedó 20-14 en asfalto y 16-8 en arcilla.

### 2011
El francés terminó Top 20 por primera vez vez en 4 años, destacando semifinales en el Torneo de Dubái (perdiendo ante Roger Federer) y en el Masters de Roma (donde venció al n.º 3 Roger Federer, al n.º 7 Tomáš Berdych, perdiendo ante el campeón final y n.º 1, el español Rafael Nadal).
Tuvo lesión en el hombro y solo jugó dos torneos tras el US Open quedando con marcas de 2-2.
Además hizo semifinales de Copa Davis en septiembre, y perdió sus partidos ante los españoles Rafael Nadal y Fernando Verdasco. En marzo llegó a cuartos de final en el Masters de Indian Wells (venciendo al n.º 10 Jurgen Melzer y al n.º 8 Andy Roddick, perdiendo ante el campeón final Novak Djokovic).
En Grand Slams llegó a cuarta ronda en Roland Garros (perdiendo ante Novak Djokovic) y en Wimbledon (perdiendo ante Andy Murray), en el Abierto de Australia llegó a tercera ronda, perdiendo ante el n.º 6 Tomáš Berdych y en el Abierto de Estados Unidos llegó a segunda ronda (perdiendo ante Ivo Karlović).

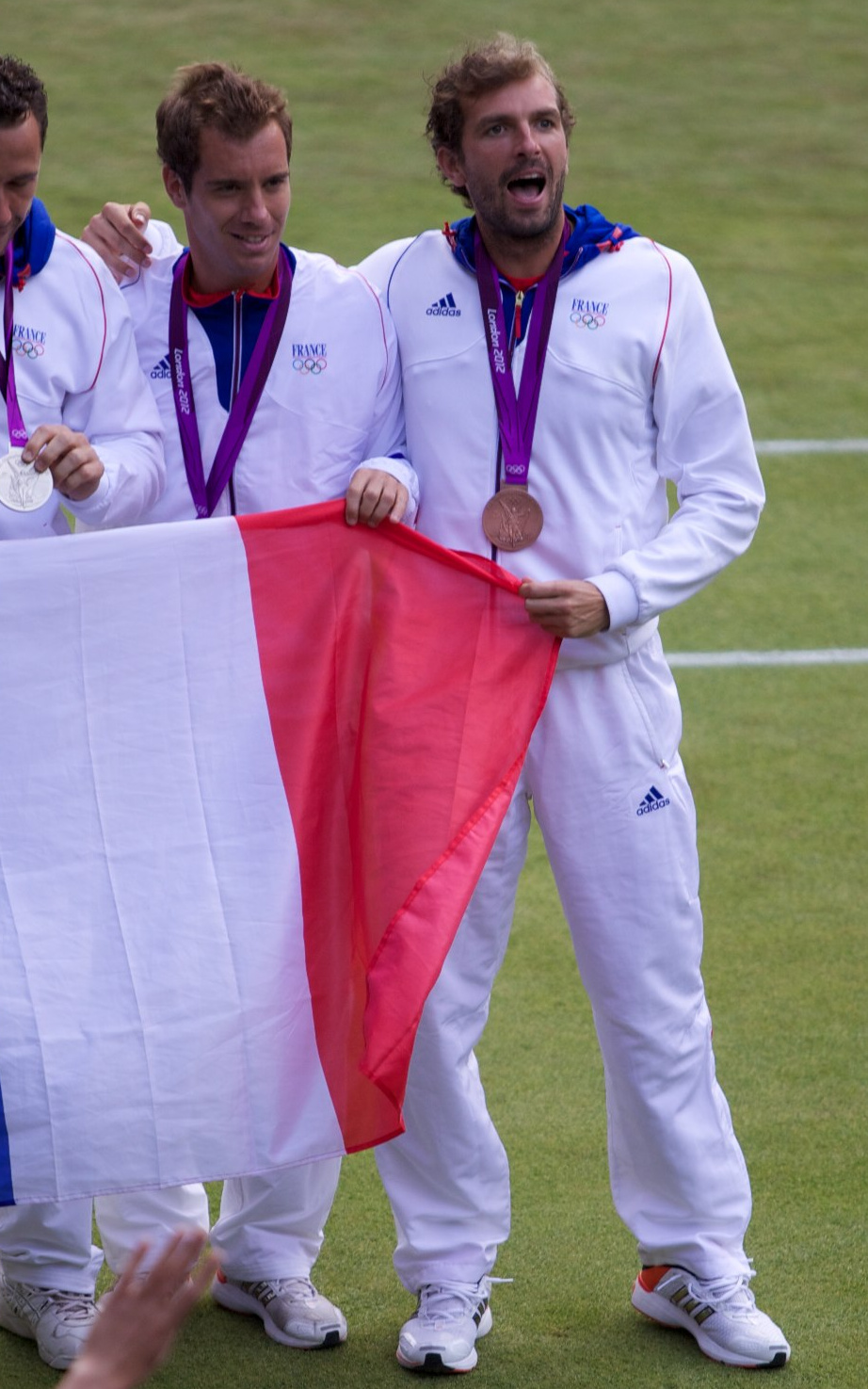
Gasquet y su compatriota Julien Benneteau celebrando su medalla de bronce conseguida en la modalidad de dobles en los Juegos Olímpicos de Londres 2012.

Quedó 4-12 frente a rivales Top 10 y compiló marcas de 26-13 en asfalto, 6-1 en césped y 4-7 en arcilla.

### 2012
El francés regresó al Top 10 tras cinco años sin estar en él, ganó un título ATP en el Torneo de Bangkok al ganar en la final a su compatriota Gilles Simon por un fácil 6-2 6-1 y llegó a dos finales ATP World Tour en el Torneo de Estoril en mayo, perdiendo con el n.º 12 Juan Martín del Potro (6-4 y 6-2) y en el Masters de Toronto en agosto perdiendo ante el n.º 2 Novak Djokovic por (3-6 y 2-6).
En Grand Slams llegó a cuarta ronda del Abierto de Australia por tercera vez (también lo hizo en 2007 y 2008), perdiendo contra el n.º 5 David Ferrer (6-4 6-4 y 6-1), también a cuarta ronda de Roland Garros perdiendo contra el n.º 4 Andy Murray (1-6 6-4 6-1 6-2), también a cuarta ronda de Wimbledon, perdiendo contra el n.º 29 Florian Mayer (6-3 6-1 3-6 6-2) y a cuarta ronda de nuevo en el US Open cayendo ante el n.º 4 David Ferrer.
En los Juegos Olímpicos de Londres 2012 perdió en individuales en segunda ronda ante el chipriota Marcos Baghdatis, pero el 4 de agostojunto con su compañero Julien Benneteau lograron la medalla de bronce en la modalidad de dobles.
Tras su título en Bangkok, realizó una mala gira asiática sin pasar de segunda ronda en ninguno de los torneos que disputó en dicha gira desde ese torneo.
Llegó a semifinales en el Torneo de Basilea (perdiendo ante Juan Martín del Potro) y avanzó a cuartos de final en el Masters de Roma (perdiendo ante David Ferrer), en el Torneo de Sídney (perdiendo ante Denis Istomin), en el Torneo de Montpellier (perdiendo ante Philipp Kohlschreiber), en Róterdam (perdiendo ante Nikolai Davydenko) y en el Torneo de Marsella (perdiendo ante del Potro). Fue reserva para las ATP World Tour Finals.

### 2013
De nuevo Gasquet termina la temporada en el Top 10 por segundo año y logra clasificarse tras seis años para las ATP World Tour Finals, además de terminar también como mejor tenista francés por delante de Jo-Wilfried Tsonga y ganar tres títulos durante todo el año.
Empieza la temporada como un tiro, cosechando muy buenos resultados en la primera mitad de la temporada, y ganando el primer título del año, en el Torneo de Doha (venciendo a Nikolai Davydenko, en el Abierto de Australia vuelve a llegar hasta segunda ronda (perdiendo ante Jo-Wilfried Tsonga). Pocas semanas después lograría un nuevo título al vencer a Benoît Paire en la final del Torneo de Montpellier. En el Masters de Indian Wells llega hasta octavos (perdiendo ante Tomáš Berdych) y en el de Masters de Miami hasta semifinales (cayendo ante Andy Murray).
En la temporada de arcilla no logra los resultados anteriores aunque si consigue llegar a cuartos de final del Masters de Montecarlo (perdiendo ante Fabio Fognini) y a octavos de final en el Masters de Roma (perdiendo ante Jerzy Janowicz). En Roland Garros llega hasta la cuarta ronda (cayendo ante el n.º 8 Stanislas Wawrinka).
Llega la temporada de césped y Gasquet disputa el Torneo de Halle donde llega hasta semifinales (perdiendo ante Mijaíl Yuzhny). En Wimbledon solo puede llegar a tercera ronda (perdiendo ante el australiano Bernard Tomic).
En el Masters de Montreal no puede defender los puntos de su final del año pasado cayendo precisamente ante su verdugo en la final del año pasado y n.º 1, el serbio Novak Djokovic, en cuartos de final. Realiza un gran US Open, llegando hasta semifinales (derrotando al n.º 11 Milos Raonic en cuarta ronda y al n.º 3 David Ferrer en cuartos, cayendo en semifinales ante Rafael Nadal).
En la gira asiática no puede defender su título en el Torneo de Bangkok, tras caer en semifinales ante Milos Raonic. En el Torneo de Pekín consigue llegar hasta las semifinales (venciendo al n.º 4 David Ferrer en cuartos de final, cayendo ante Djokovic en semifinales).
Su recta final de temporada fue impresionante, consiguiendo su tercer título de la temporada en el Torneo de Moscú (venciendo en la final a Mijaíl Kukushkin) y logrando llegar hasta los cuartos de final en el Masters de París (perdiendo ante el n.º 1 Rafael Nadal) lo que unido a la derrota de Tsonga en primera ronda, le dio el último billete para las ATP World Tour Finals de Londres (quedando 0-3 en el round robin, aunque ganó un set en todos sus partidos).
Compiló marcas de 39-16 en pista dura, 7-5 en arcilla y 4-2 en pasto. Quedó 3-11 contra rivales Top 10 y ganó premios en dinero de $2.245.176.

### 2014
El primer torneo de Gasquet para esta temporada fue el de Doha, donde llegaba como quinto favorito y defendía el título logrado el año pasado. En primera ronda venció al Wild Card catarí Karim Hossam por 7-5 y 6-1. En segunda ronda enfrentó a su compatriota Gael Monfils que le ganó sorprendentemente por 2-6 y 5-7.
Como el cabeza de serie n.º 9 llegó al primer Grand Slam del año, el Abierto de Australia 2014. En primera ronda jugó frente a su compatriota David Guez al que ganó cómodamente por parciales de 5-7, 4-6 y 1-6. En segunda ronda superó al ex n.º 3 del mundo Nikolái Davydenko por 6-7, 4-6 y 4-6. En tercera ronda cayó ante el cabeza de serie n.º 17, el español Tommy Robredo por un tanteo de 2-6, 7-5, 6-4 y 7-6.
Tras su no muy buen comienzo del año, disputó a principios de febrero el Torneo de Montpellier, donde defendía el título. Tras vencer a Paul-Henri Mathieu, Albano Olivetti y Jerzy Janowicz cayó en la final ante su compatriota Gael Monfils por un doble 4-6. Luego jugó el Róterdam. Venció con muchas complicaciones a Thiemo de Bakker en primera ronda, cayendo en la segunda ante Philipp Kohlschreiber por un doble 5-7. Como máximo favorito en el Torneo de Marsella venció a Blaz Kavcic e Ivan Dodig, cayendo ante el posterior campeón Ernests Gulbis por 3-6, 2-6.
Tras su irregular temporada, disputó el primer Masters 1000 del año en Indian Wells. En segunda ronda derrotó a Teimuraz Gabashvili por 6-0, 2-0 y retirada del ruso. En tercera ronda cayó ante Fernando Verdasco por 6-7(5), 1-6. Una semana después disputó el Masters de Miami. En segunda ronda se deshizo de Alejandro González por 6-7 y 4-6. En tercera ronda derrotó a Kevin Anderson por 3-6 y 4-6. En cuarta ronda cayó vapuleado en poco más de media hora ante Roger Federer por parciales de 6-1 y 6-2.

### 2015
En el Abierto de Australia 2015, Gasquet perdió en tercera ronda ante Kevin Anderson. Luego obtuvo el título en Montpellier, logrando victorias ante Gael Monfils y Jerzy Janowicz. En Dubái derrotó a Andreas Seppi y Roberto Bautista Agut, para lugar perder ante Roger Federer en cuartos de final.
En la temporada de arcilla, el francés triunfó en Estoril luego de superar a García-López y Nick Kyrgios. En el Masters de Madrid quedó fuera en segunda ronda ante Tomáš Berdych, y nuevamente en Madrid ante David Ferrer. En Roland Garros, el tenista derroó a Kevin Anderson para alcanzar la cuarta ronda, donde perdió ante Novak Djokovich.
Gasquet disputó el torneo de Queen's, donde perdió en octavos de final ante Milos Raonic. En el Campeonato de WImbledon superó a Gregor Dimitrov, Kyrgios y Stanislas Wawrinka para alcanzar las semifinales.

### 2025 Carrera intermitente, lesiones y retirada deportiva
Tras su derrota ante Jannik Sinner en la segunda ronda del torneo individual en sets corridos, puso fin a su carrera como tenista profesional tras 23 años de desempeñarse en la disciplina y fue homenajeado por los organizadores del Abierto de Francia con un trofeo conmemorativo.
El 7 de agosto, ya retirado del circuito profesional, se proclama campeón del Torneo Tenis Playa, ganando en la final (6-4,6-4) al tenista austríaco Dominic Thiem.

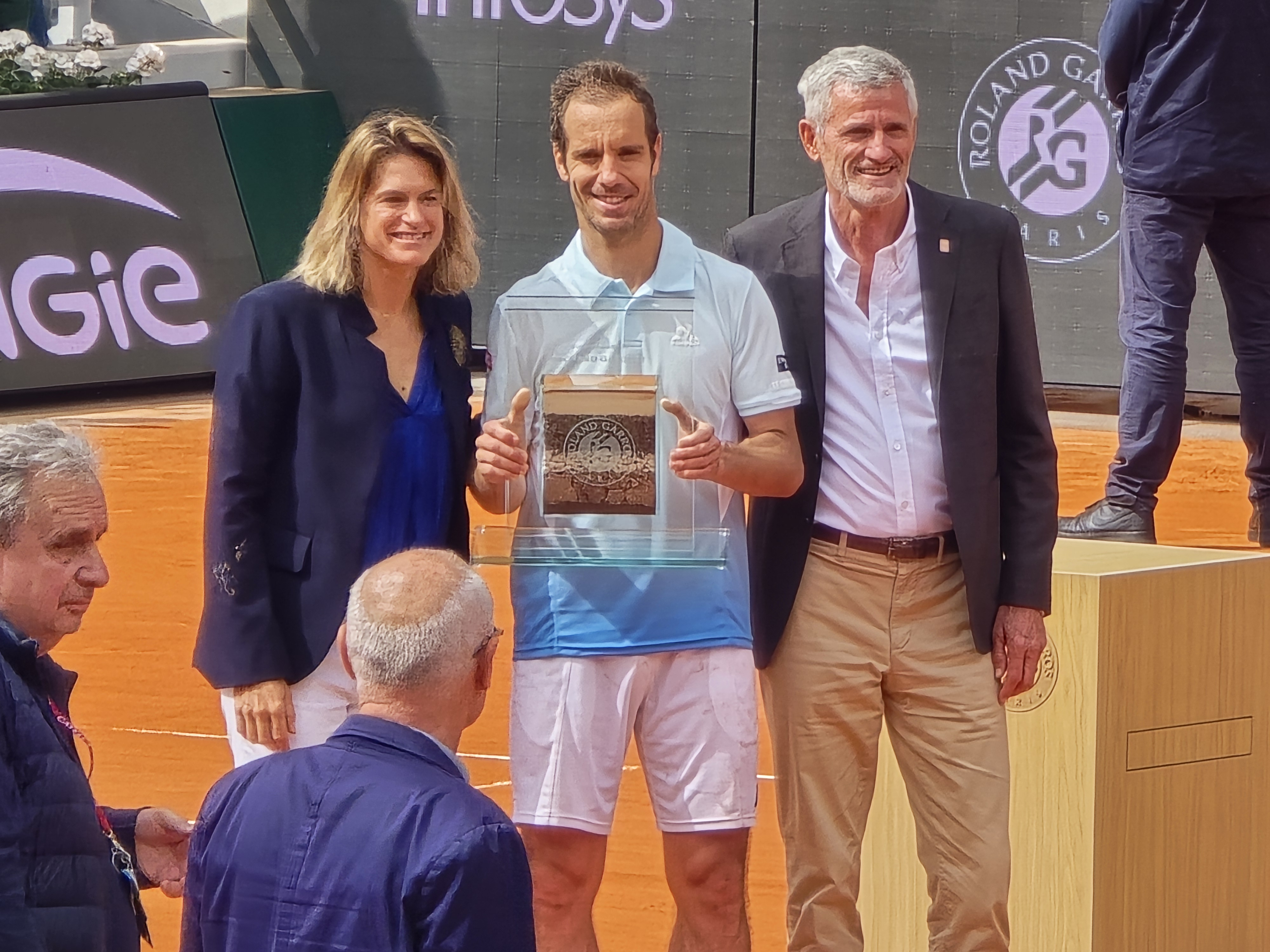
Richard Gasquet recibiendo una placa commemorativa por sus años de entrega al deporte durante el Abierto de Francia 2025

## Estilo de juego
Gasquet es conocido por su potente y preciso golpe de revés con una sola mano, por su talento y su selección de golpes, y su capacidad para moverse alrededor de la cancha. Es lo que en la jerga tenística se conoce como "jugador de toda la cancha". El revés a una sola mano de Gasquet cuenta con una alta readmisión, utilizando la gravedad, desatando uno de los reveses más letales y elegantes del circuito ATP. Sin embargo, su golpe de derecha se puede considerar un tiro débil, ya que es capaz de alcanzar grandes golpes ganadores de ese lado, pero carece de profundidad durante los peloteos. A pesar de que su impacto de bola suele ser punzante y molesto para sus rivales, en ocasiones es criticado por ser demasiado defensivo. Gasquet se ha ganado muchos elogios por su " capacidad natural ".
Uno de los halagos que recibió fue durante un partido de Copa Davis contra Marat Safin, donde el presentador de televisión británico, Barry Cowan, lo describió como "naturalmente más talentoso que Federer ".
Muchas personalidades reconocidas en el ambiente, incluyendo a Peter Fleming, han realizado declaraciones similares acerca del talento del francés.

## Equipamiento
Gasquet utiliza la raqueta Head Graphene XT Extreme Pro, con overgrip Tourna Grip que sólo cubre la mitad del mango debido a su revés a una mano. Su raqueta se encuerda con Luxilon Big Banger original 16 String.
Lleva ropa de Le Coq Sportif desde 2014 (antes utilizaba Lacoste). Sus zapatillas son de Asics.

## Dopaje
El 9 de mayo de 2009 dio positivo en cocaína en un control antidopaje. Se arriesga a una suspensión de 2 años pero Gasquet rompió su silencio con estas declaraciones:
"Comprendo las sospechas. Pero lo repetiré tantas veces como sea necesario: nunca he tomado esa mierda. En el circuito nadie toma cocaína. Tenemos miedo de todo. Cuando tengo que tomarme una aspirina, llamo diez veces al médico para estar seguro de que puedo", confesó en una entrevista concedida al diario L'Equipe, releída y enmendada por sus abogados.
El deportista, que no se había pronunciado desde que se publicara el resultado del control hace casi un mes, señaló que 'hay una verdad' en el asunto y justificó así su decisión de acudir a la policía para esclarecerlo todo, aunque las investigaciones se prolonguen 'mucho tiempo'. Durante estos días de reclusión el tenista, de 24 años, no ha parado de rememorar la noche del pasado 27 de marzo en la que salió a tomar unas copas a una discoteca de Miami, tras decidir renunciar a aquel torneo por una dolencia de espalda.
'Ahora sé una cosa importante: uno de los presentes aquella noche me ha contado que la cocaína circulaba en nuestra mesa', dijo el tenista, que estuvo acompañado entonces por una quincena de personas entre las que se encontraba su entrenador, Guillaume Peyre. Gasquet podría enfrentarse a una sanción de hasta dos años, pero se mostró confiado en que 'no es probable que eso ocurra' y apuntó que su único deseo es volver ya a las pistas.
'Me he sometido a cinco controles esta temporada. Sé que puede haber en cualquier parte y en cualquier momento, incluso si no se juega. Todos los días saben exactamente dónde estoy. Sería muy idiota tomar cocaína', reiteró el joven tenista. De entre las palabras de aliento recibidas durante estas semanas, el galo destacó las de su amigo el tenista español Rafa Nadal, quien lo llamó para mostrarle su apoyo. 'Todos han sido agradables, pero Nadal el más de todos. Tenemos el mismo estilo de vida, somos muy familiares y jugamos desde muy jóvenes', comentó.
La sanción a la que había sido sometido Gasquet ha bajado de 12 meses a 2 meses y 15 días, por lo tanto puede volver a jugar cuando precise.
Gasquet volvió en la previa del torneo de ATP 250 de New Haven donde quedó eliminado, pero su regreso oficial fue en el US Open ante Rafael Nadal donde cayó por 6-2 6-2 6-3.

## Juegos Olímpicos

### Medalla de bronce
| Año  | Torneo               | Superficie | Pareja           | Oponentes                    | Resultado   |
| ---- | -------------------- | ---------- | ---------------- | ---------------------------- | ----------- |
| 2012 | JJ. OO. Londres 2012 | Césped     | Julien Benneteau | David Ferrer Feliciano López | 7-6(4), 6-2 |

## Finales de Grand Slam

### Campeón Dobles Mixto (1)
| N.º | Fecha | Torneo        | Superficie    | Pareja          | Oponentes en la final  | Resultado |
| --- | ----- | ------------- | ------------- | --------------- | ---------------------- | --------- |
| 1.  | 2004  | Roland Garros | Tierra batida | Tatiana Golovin | Cara Black Wayne Black | 6-3 6-4   |

## Títulos ATP (18; 16+2)

### Individual (16)
| Leyenda                        |
| Grand Slam (0)                 |
| ATP Wourld Tour Final (0)      |
| ATP Masters 1000 (0)           |
| ATP World Tour 500 series (0)  |
| ATP World Tour 250 series (16) |

| N.º | Fecha                    | Torneo           | Superficie    | Oponente en la final | Resultado                |
| --- | ------------------------ | ---------------- | ------------- | -------------------- | ------------------------ |
| 1.  | 12 de junio de 2005      | Nottingham       | Hierba        | Max Mirnyi           | 6-2, 6-3                 |
| 2.  | 18 de junio de 2006      | Nottingham (2)   | Hierba        | Jonas Björkman       | 6-4, 6-3                 |
| 3.  | 9 de julio de 2006       | Gstaad           | Tierra batida | Feliciano López      | 7-6(4), 6-7(3), 6-3, 6-3 |
| 4.  | 22 de octubre de 2006    | Lyon             | Dura          | Marc Gicquel         | 6-3, 6-1                 |
| 5.  | 30 de septiembre de 2007 | Mumbai           | Dura          | Olivier Rochus       | 6-3, 6-4                 |
| 6.  | 22 de mayo de 2010       | Niza             | Tierra batida | Fernando Verdasco    | 6-3, 5-7, 7-6(5)         |
| 7.  | 30 de septiembre de 2012 | Bangkok          | Dura (i)      | Gilles Simon         | 6-2, 6-1                 |
| 8.  | 5 de enero de 2013       | Doha             | Dura          | Nikolái Davydenko    | 3-6, 7-6(4), 6-2         |
| 9.  | 10 de febrero de 2013    | Montpellier      | Dura(i)       | Benoît Paire         | 6-2, 6-3                 |
| 10. | 20 de octubre de 2013    | Moscú            | Dura          | Mijaíl Kukushkin     | 4-6, 6-4, 6-4            |
| 11. | 8 de febrero de 2015     | Montpellier (2)  | Dura (i)      | Jerzy Janowicz       | 3-0, ret.                |
| 12. | 3 de mayo de 2015        | Estoril          | Tierra batida | Nick Kyrgios         | 6-3, 6-2                 |
| 13. | 7 de febrero de 2016     | Montpellier (3)  | Dura (i)      | Paul-Henri Mathieu   | 7-5, 6-4                 |
| 14. | 23 de octubre de 2016    | Amberes          | Dura (i)      | Diego Schwartzman    | 7-6(4), 6-1              |
| 15. | 17 de junio de 2018      | 's Hertogenbosch | Hierba        | Jérémy Chardy        | 6-3, 7-6(5)              |
| 16. | 14 de enero de 2023      | Auckland         | Dura          | Cameron Norrie       | 4-6, 6-4, 6-4            |

#### Finalista (17)
| N.º | Fecha                 | Torneo      | Superficie    | Oponente en la final  | Resultado           |
| --- | --------------------- | ----------- | ------------- | --------------------- | ------------------- |
| 1.  | 11 de octubre de 2004 | Metz        | Dura (i)      | Jérôme Haehnel        | 6-7(9), 4-6         |
| 2.  | 9 de mayo de 2005     | Hamburgo    | Tierra batida | Roger Federer         | 3-6, 5-7, 6-7(4)    |
| 3.  | 7 de agosto de 2006   | Toronto     | Dura          | Roger Federer         | 6-2, 3-6, 2-6       |
| 4.  | 30 de abril de 2007   | Estoril     | Tierra batida | Novak Djokovic        | 6-7(7), 6-0, 1-6    |
| 5.  | 1 de octubre de 2007  | Tokio       | Dura          | David Ferrer          | 1-6, 2-6            |
| 6.  | 7 de julio de 2008    | Stuttgart   | Tierra batida | Juan Martín del Potro | 4-6, 5-7            |
| 7.  | 16 de enero de 2010   | Sídney      | Dura          | Marcos Baghdatis      | 4-6, 6-7(2)         |
| 8.  | 1 de agosto de 2010   | Gstaad      | Tierra batida | Nicolás Almagro       | 5-7, 1-6            |
| 9.  | 6 de mayo de 2012     | Estoril     | Tierra batida | Juan Martín del Potro | 4-6, 2-6            |
| 10. | 12 de agosto de 2012  | Toronto     | Dura          | Novak Djokovic        | 3-6, 2-6            |
| 11. | 9 de febrero de 2014  | Montpellier | Dura (i)      | Gaël Monfils          | 4-6, 4-6            |
| 12. | 21 de junio de 2014   | Eastbourne  | Hierba        | Feliciano López       | 3-6, 7-6(5), 5-7    |
| 13. | 2 de octubre de 2016  | Shenzhen    | Dura          | Tomáš Berdych         | 6-7(5), 7-6(2), 3-6 |
| 14. | 12 de febrero de 2017 | Montpellier | Dura (i)      | Alexander Zverev      | 6-7(4), 3-6         |
| 15. | 11 de febrero de 2018 | Montpellier | Dura (i)      | Lucas Pouille         | 6-7(2), 4-6         |
| 16. | 22 de julio de 2018   | Bastad      | Tierra batida | Fabio Fognini         | 3-6, 6-3, 1-6       |
| 17. | 25 de julio de 2021   | Umag        | Tierra batida | Carlos Alcaraz        | 2-6, 2-6            |

### Dobles (2)
| Leyenda                |
| Grand Slam (0)         |
| Tennis Masters Cup (0) |
| ATP Masters Series (0) |
| ATP Tour (2)           |

| N.º | Fecha                | Torneo | Superficie | Pareja             | Oponentes en la final       | Resultado    |
| --- | -------------------- | ------ | ---------- | ------------------ | --------------------------- | ------------ |
| 1.  | 2 de octubre de 2006 | Metz   | Dura       | Fabrice Santoro    | Julian Knowle Jürgen Melzer | 3-6 6-1 11-9 |
| 2.  | 12 de enero de 2008  | Sídney | Dura       | Jo-Wilfried Tsonga | Bob Bryan Mike Bryan        | 4-6 6-4 11-9 |

#### Finalista (2)
| N.º | Fecha                 | Torneo          | Superficie    | Pareja           | Oponentes en la final     | Resultado    |
| --- | --------------------- | --------------- | ------------- | ---------------- | ------------------------- | ------------ |
| 1.  | 21 de abril de 2007   | Montecarlo TMS  | Tierra batida | Julien Benneteau | Bob Bryan Mike Bryan      | 2-6 1-6      |
| 2.  | 25 de octubre de 2009 | San Petersburgo | Moqueta       | Jérémy Chardy    | Colin Fleming Ken Skupski | 6-2 5-7 4-10 |

### Títulos Challengers (10)
| N.º | Fecha                    | Torneo        | Superficie    | Oponente en la final | Resultado      |
| --- | ------------------------ | ------------- | ------------- | -------------------- | -------------- |
| 1.  | 1 de julio de 2002       | Montauban     | Tierra batida | Óscar Serrano        | 7-5 6-1        |
| 2.  | 10 de marzo de 2003      | Sarajevo      | Dura          | Dick Norman          | 6-1 7-6(7)     |
| 3.  | 21 de abril de 2003      | Nápoles       | Tierra batida | Gilles Müller        | 6-4 6-4        |
| 4.  | 23 de junio de 2003      | Reggio Emilia | Tierra batida | Potito Starace       | 7-5 6-1        |
| 5.  | 22 de septiembre de 2003 | Grenoble      | Dura          | Harel Levy           | 7-5 7-6(1)     |
| 6.  | 21 de marzo de 2005      | Barletta      | Tierra batida | Alessio di Mauro     | 6-3 7-6(6)     |
| 7.  | 28 de marzo de 2005      | Nápoles       | Tierra batida | Potito Starace       | 4-6 6-3 7-5    |
| 8.  | 10 de mayo de 2010       | Burdeos       | Tierra batida | Michael Llodra       | 4-6 6-1 6-4    |
| 9.  | 17 de septiembre de 2017 | Szczecin      | Tierra batida | Florian Mayer        | 7-6(3), 7-6(4) |
| 10. | 9 de septiembre de 2024  | Cassis        | Dura          | Jurij Rodionov       | 3-6, 6-1, 6-2  |

## Clasificación en Grand Slam
| Torneo                | 2002 | 2003 | 2004 | 2005 | 2006 | 2007 | 2008 | 2009 | 2010 | 2011 | 2012 | 2013 | 2014 | 2015 | 2016 | 2017 | 2018 | 2019 | 2020 | 2021 | 2022 | 2023 | 2024 | Títulos | G-P   |
| --------------------- | ---- | ---- | ---- | ---- | ---- | ---- | ---- | ---- | ---- | ---- | ---- | ---- | ---- | ---- | ---- | ---- | ---- | ---- | ---- | ---- | ---- | ---- | ---- | ------- | ----- |
| Australian Open       | -    | 1R   | 1R   | -    | 1R   | 4R   | 4R   | 4R   | 1R   | 3R   | 4R   | 4R   | 3R   | 3R   | -    | 3R   | 3R   | -    | -    | -    | 2R   | 1R   | 1R   | 0       | 25-17 |
| Roland Garros         | 1R   | 1R   | 1R   | 3R   | 2R   | 2R   | -    | -    | 1R   | 4R   | 4R   | 4R   | 3R   | 4R   | CF   | 3R   | 3R   | 2R   | 1R   | 2R   | 2R   | 1R   | 2R   | 0       | 30-21 |
| Wimbledon             | -    | -    | 1R   | 4R   | 1R   | SF   | 4R   | -    | -    | 4R   | 4R   | 3R   | 2R   | SF   | 4R   | 1R   | 1R   | 1R   | ND   | 2R   | 3R   | 1R   | -    | 0       | 31-17 |
| US Open               | -    | -    | -    | 4R   | 4R   | 2R   | 1R   | 1R   | 4R   | 2R   | 4R   | SF   | 3R   | CF   | 1R   | 1R   | 3R   | 1R   | 2R   | 1R   | 3R   | 1R   | -    | 0       | 30-18 |
| ATP World Tour Finals | -    | -    | -    | -    | -    | RR   | -    | -    | -    | -    | -    | RR   | -    | -    | -    | -    | -    | -    | -    | -    | -    | -    | -    | 0       | 1-5   |